# Lemonaid Beverages
Die Lemonaid Beverages GmbH ist ein 2009 gegründetes Social Business aus Hamburg-St. Pauli, das durch den Verkauf von Bio- und Fairtrade-Getränken soziale Projekte in den Anbauländern der Zutaten fördert.

## Ziel und Geschichte

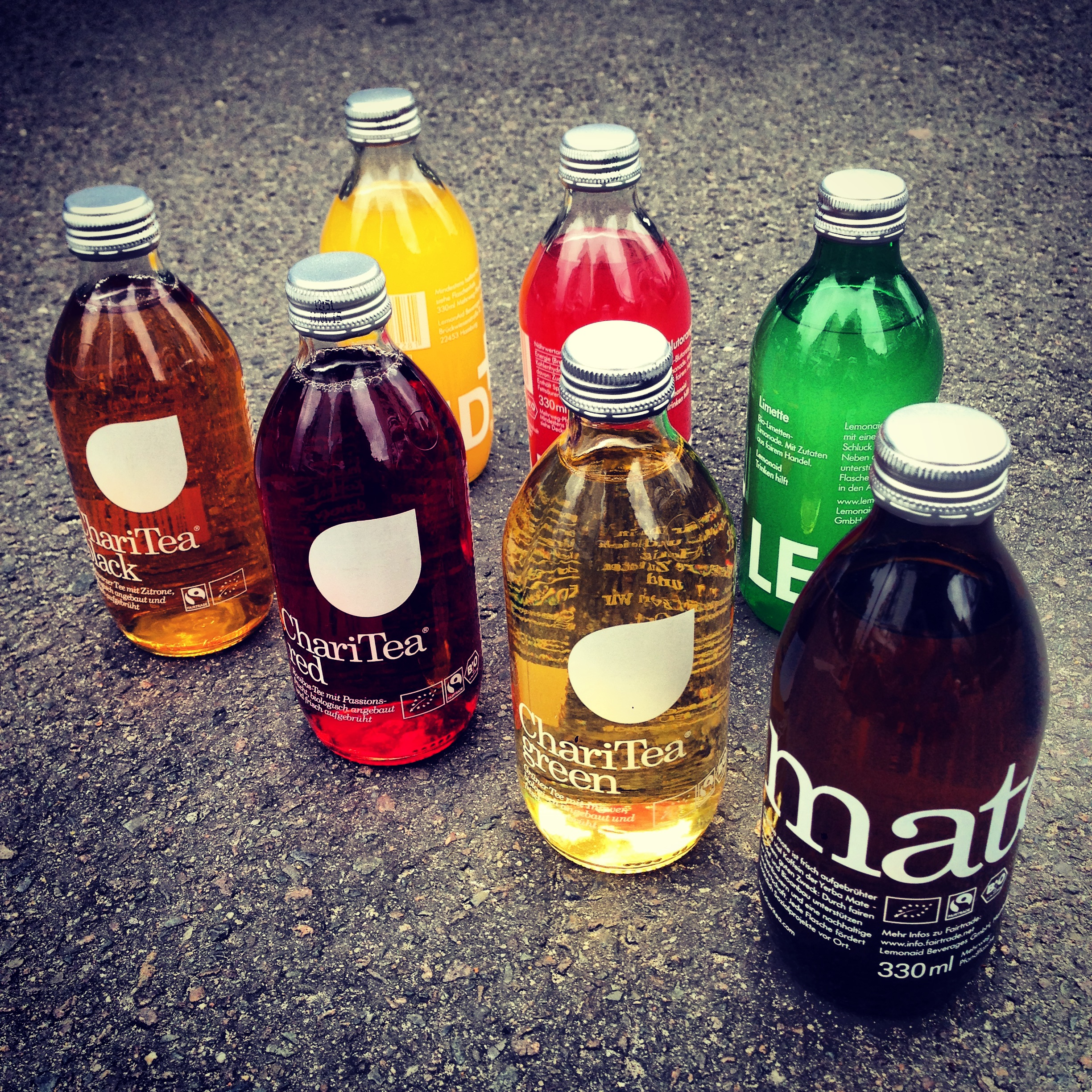
Lemonaid und ChariTea

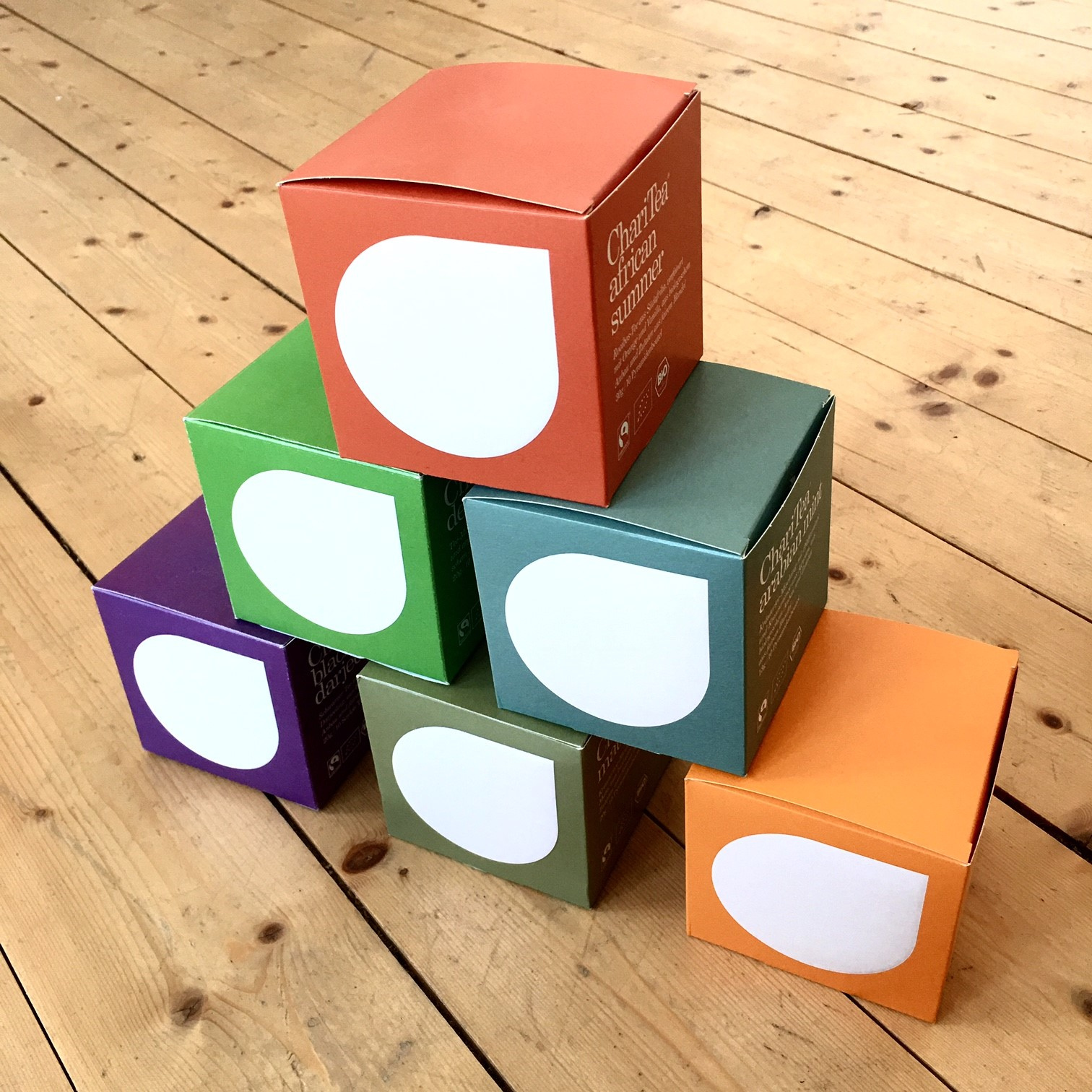
Verschiedene Sorten ChariTea

Das Start-up produziert Limonaden (Lemonaid) sowie Eistees und Tees (ChariTea), die durch nachhaltige Rohwaren ökologische Landwirtschaft und fairen Handel fördern sollen. Zusätzlich werden mit einer festen Spende pro verkauftem Produkt soziale Projekte in den Anbauländern finanziert. Die Idee zu diesem „Trinken-hilft“-Prinzip kam Gründer Paul Bethke während seiner Arbeit als Entwicklungshelfer in Sri Lanka. Er sah, wie Gelder in Hilfsorganisationen durch Bürokratie und mangelnde persönliche Verantwortung oft ineffizient eingesetzt wurden. Überzeugt, dass Mitteleinsatz und Motivation besser sind, wenn eine Organisation neben der Verteilung auch für das Einnehmen von Geldern zuständig ist, gründete er gemeinsam mit seinem damaligen Bekannten Jakob Berndt, Lemonaid als Wirtschaftsunternehmen, das am Markt Erfolg haben muss, um sein soziales Ziel zu erreichen.
Die Getränke fanden ihre erste Verbreitung zunächst in der Szenegastronomie und dem Biohandel Deutschlands sowie auf Festivals und Kulturveranstaltungen. Heute sind sie auch in europäischen Metropolen wie Paris, London oder Kopenhagen erhältlich. Im Jahr 2016 hat Lemonaid den deutschen Gründerpreis gewonnen.
Jakob Berndt, Mitgründer des Unternehmens, verließ dieses im Jahr 2018 und gründete anschließend die nachhaltige Banking-App Tomorrow.

## Produkte
Den Anfang machte die Sorte Lemonaid Limette, später folgten Lemonaid Maracuja, Lemonaid Blutorange und Lemonaid Ingwer. Ergänzt wird dies durch vier Eistee-Getränke (Black, Red, Green, Mate), zwei zuckerfreie Sorten (Mint, Mate Ginger) und 18 Teesorten als loser Tee. Alle Limonaden und Tees sind Bio-zertifiziert und unterstützen den fairen Handel. Bis auf ChariTea green, der Honig enthält, sind alle Produkte vegan.

## Social-Business-Prinzip
Die Gründungsidee basiert auf dem Prinzip des Social Business, eines Unternehmens also, das hauptsächlich einen sozialen Zweck verfolgt. Konkret unterstützt jede verkaufte Flasche Lemonaid & ChariTea mit 5 Cent, jede verkaufte ChariTea Teepackung mit 10 Cent, den gemeinnützigen Lemonaid & ChariTea e. V.
Der Verein fördert verschiedene Sozialprojekte in den Anbauregionen der Zutaten, zum Beispiel in Sri Lanka, Paraguay und Südafrika. Mit diesem als „Trinken hilft-Prinzip“ betitelten Mechanismus wurden nach eigenen Angaben bislang mehr als sieben Millionen Euro gesammelt.

## Upcycling & Merchandise
Das Prinzip Nachhaltigkeit reicht bei Lemonaid über die Getränke hinaus. So werden im Onlineshop der Lemonaid-Website Merchandising-T-Shirts und andere Kleidung aus biologisch angebauten und fair gehandelten Stoffen angeboten. Ein weiterer Schwerpunkt sind Upcycling-Artikel auf Basis leerer Lemonaid & ChariTea-Flaschen und -Kisten, wie zum Beispiel Seifenspender, Salzstreuer oder Hocker.

## Kontroverse um zu geringen Zuckergehalt
2019 beanstandete das Fachamt für Verbraucherschutz, Gewerbe und Umwelt des Bezirksamt Hamburg-Mitte, dass Lemonaid ihre Getränke nicht als „Limonade“ bezeichnen dürfe, da deren Zuckeranteil einen Prozentpunkt unterhalb des gesetzlich vorgeschriebenen Gesamtzuckergehalts von mindestens sieben Gewichtsprozent lagen. Lemonaid verwies darauf, bereits seit zehn Jahren Limonade mit nur sechs Prozent Zuckeranteil zu produzieren und argumentierte, dass Limonaden nicht gesetzlich ungesund gemacht werden sollten. Zusätzlich startete das Unternehmen eine Petition gegen die Zucker-Untergrenze. Wenige Tage später lenkte das Bezirksamt Hamburg-Mitte ein und verkündete, es werde die Limonade vorerst nicht beanstanden. Zudem erklärte die Hamburger Gesundheitssenatorin Cornelia Prüfer-Storcks, sich auf Bundesebene dafür einzusetzen, „dass die Leitsätze für Lebensmittel hinsichtlich möglicher gesundheitsschädlicher Mindestgehalte überprüft werden“.
2020 bemängelte das Amt für Verbraucherschutz der Stadt Bonn erneut den zu geringen Zuckergehalt und forderte das Unternehmen auf, nur noch „Produkte in den Verkehr zu bringen, die den rechtlichen Anforderungen entsprechen“, da ansonsten „weitergehende behördliche Maßnahmen“ drohen würden. Das Unternehmen kündigte an, seine Rezeptur weiterhin nicht ändern zu wollen und initiierte eine Protestaktion vor dem Bundesernährungsministerium.
Der vorgeschriebene Mindestzuckergehalt wurde durch die Bekanntmachung der Neufassung der Leitsätze vom 10. April 2024 im Bundesanzeiger aufgehoben. Es ist seitdem kein Mindestzuckergehalt mehr vorgeschrieben. Damit sind die Rechtsstreitigkeiten der Ämter wegen des Zuckergehalts gegenstandslos geworden.

## Sonstiges
In verschiedenen Großstädten brachte Lemonaid als erstes Unternehmen an Mülleimern Sammelbehälter für Pfandflaschen an. Ziel der Aktion war es, Pfandsammlern das gefährliche und demütigende Durchsuchen des Abfalls zu ersparen. Entgegen einigen Vermutungen soll es sich bei der Aktion nicht um Marketing gehandelt haben: Die großen Logos auf den Kisten wurden durch Aufkleber überdeckt.